# 小幡景憲
小幡景憲（1572年－1663年4月3日）是安土桃山時代至江戶時代初期武將、兵學者。父親是小幡昌盛。養子有小幡景松。幼名熊千代。別名孫七郎、勘兵衛。法名是道牛。

## 生平
在元龜3年（1572年）出生，家中三男。父親昌盛是甲斐武田氏家臣和足輕大將，負責輔助信濃海津城城主春日虎綱，後來成為武田信玄的旗本，後任人是叔父小幡光盛（『甲陽軍鑑』）。昌盛在武田勝賴時期死去，叔父光盛亦在武田氏滅亡後臣從於越後上杉氏。此時與其他武田遺臣一同仕於確保武田遺領的德川氏，不過在文祿4年（1595年）突然從德川秀忠之下出奔，並在諸國流浪。
慶長5年（1600年），在關原之戰中屬於德川氏家臣井伊直政並立下戰功。慶長19年（1614年），在大坂之陣中加入豐臣氏，但是與德川氏內通，連絡江戶幕府京都所司代的板倉勝重。戰後，再次仕於德川氏並領有1千5百石，後來迎横田尹松的末子繩松為養子。在寬文3年（1663年）死去。享年91歲。

## 人物
- 作為甲州流軍學的創始者，擁有非常高的名聲，教授過許多武士，特別是北條氏長、近藤正純、富永勝由、梶定良都是弟子，同樣有很高名氣，被稱為「小幡門四哲同學」等。劍術同樣優秀，得到小野忠明的皆傳。

- 在江戶時代寫成的軍學書『甲陽軍鑑』是由春日虎綱口述，再由姪兒春日惣次郎寫成，經由小幡光盛的子孫小幡下野守流傳。不過亦有說法指是景憲從小幡家傳來的原本再次寫成。

## 登場作品
小説
- 『城塞』（作者：司馬遼太郎）